# 129-й окремий розвідувальний батальйон (Україна)
129-й окремий розвідувальний батальйон — підрозділ військової розвідки Збройних сил України сформований у 2014 році відповідно до спільної директиви Міністерства оборони України та Генерального штабу Збройних Сил України від 25 листопада 2014 року та наказу командувача військ оперативного командування «Південь» від 29 листопада 2014 року №1125 «Про формування військової частини польова пошта В4021». Базується у смт Нікольське Донецької області. Підпорядкований оперативному командуванню «Схід».

## Історія
Формування військової частини здійснювалось Маріупольським об'єднаним міським військовим комісаріатом Донецької області. Термін формування, відповідно до спільної директиви Міністерства оборони України та Генерального штабу Збройних Сил України, був визначений до 29.12.2014 року.

## Структура
- управління
- 1 розвідувальна рота
- 2 розвідувальна рота
- рота глибинної розвідки
- зенітний ракетний взвод
- ремонтний взвод
- польовий вузол зв'язку

## Символіка
На емблемі батальйону старого зразка в зеленому мигдалеподібному щиті зображено чорного кажана.